# 迷離檔案
《迷離檔案》（英語：Mystery Files，臺灣上映劇名《香港X檔案》）是香港電視廣播有限公司製作的電視劇，全劇共20集，監製葉成康，1997年第二季在無綫電視翡翠台的黃金時段首播。故事講述連串的離奇怪異的事件發生在男女主角身邊，主張以科學研究推翻迷信言論的男主角，以科學理論把一切怪事的謎底一一揭開。《迷離檔案》以單元劇形式呈現8個不同的故事。

## 演員表

### 高家、邵家
| 演員   | 角色     | 關係 | 暱稱        |
| 羅嘉良 | 高永賢   | 大學生物化學系教授 高志榮、高莫惠芳之子 文嘉莉之男友，後為其夫 邵卓男之挂名兄长 邵衛珊珊之養子 童年由陳仲達饰演                     | Peter 高Sir |
| 張家輝 | 邵卓男   | 重案組督察 高永賢之挂名弟弟 梁愛晶之冤家，後為其男友，最後為其夫 邵衛姍姍之子 《降頭》單元主人翁 雯雯之男友，被其利用及毒害，后反目 | 阿头        |
| 馮素波 | 邵衛姍姍 | 邵卓男之親母 高永賢之養母 |             |
| 艾 威  | 高志榮   | 高永賢之父 《人間蒸發》單元主人翁                                                                                                   |             |
| 黄凤琼 | 高莫惠芳 | 高永賢之母 早年病逝 |             |

### 文家
| 演員   | 角色     | 關係 | 暱稱   |
| 張可頤 | 文嘉利   | 電視台資料撰稿員 文栢堅、陳少娟之長女 高永賢之女友，後為其妻 文嘉浩之家姐 于第20集被貴错手杀害，后因时空道转而变为被貴错手伤害 | Carrie |
| 魯文傑 | 文嘉浩   | 文栢堅、陳少娟之子 文嘉莉之弟 高永賢學生 《轮回》單元主人翁 鄭雅兒之男友，後分手                                               |        |
| 林尚義 | 文栢堅   | 文嘉莉之父 |        |
| 劉桂芳 | 文陳少娟 | 文嘉莉之母 |        |
| 羅 蘭  | 文彩蝶   | 文嘉莉之姑媽 文栢堅之姐 |        |

### 大学
| 演員   | 角色    | 關係                                     | 暱稱    |
| 伍文生 | 浩同學  |                                          |         |
| 李天翔 | 浩同學  |                                          |         |
| 蔣 克  | 浩同學  |                                          |         |
| 戴少民 | Frankie | 大學教授 高永賢之好友 同性恋者           |         |
| 關寶慧 | 梁愛晶  | 高永賢之助理 邵卓男之妻 於第16集發現懷孕 | Pauline |

### 电视台
| 演員   | 角色   | 關係                                                               | 暱稱  |
| 吳詠虹 | 李秋萍 | 文嘉莉同事                                                         | 阿Pen |
| 盧卓南 | 導 演  |                                                                    |       |
| 魏駿傑 | 魏國鋒 | 文嘉莉之上司及前男友 高永賢之好友 Helen之前男友 《邪教》單元主人翁 | Benny |
| 黃建峰 | 主 持  |                                                                    |       |
|        | 李居士 |                                                                    |       |
| 梁建平 | 主 持  |                                                                    |       |
| 何美好 | 主 持  |                                                                    |       |
| 陳楚翹 | 主 持  |                                                                    |       |
| 游 飈  | 利同事 |                                                                    |       |
| 湯俊明 | 利同事 |                                                                    |       |
| 孫恩明 | 利同事 |                                                                    |       |
| 羅雪玲 | 利同事 |                                                                    |       |
| 陳楚翹 | 利同事 |                                                                    |       |
| 黃文標 | Kelvin | 保 安 追求梁愛晶                                                   |       |
| 凌礼文 | 总监   |                                                                    |       |

### 警察
| 演員   | 角色 | 關係 | 暱稱 |
| 張漢斌 | CID  |      |      |
| 陸希揚 | CID  |      |      |
| 張松枝 | CID  |      |      |
| 溫裕紅 | CID  |      |      |
| 劉永晉 | CID  |      |      |
| 雷穎怡 | CID  |      |      |
| 張俊華 | CID  |      |      |

### 其他演員
| 演員   | 角色  | 關係                          | 暱稱 |
|        | 看 更 |                               |      |
|        | 記 者 |                               |      |
| 羅君左 | 漢    |                               |      |
| 黃天鐸 | Ray   | 梁爱晶堂兄 医生               |      |
| 蕭玉燕 | Lily  |                               |      |
| 康 華  | Helen | 魏國鋒前女友 于第13集撞车重伤 |      |
| 龍志成 | 羅 球 | 神棍                          |      |
| 陈勉良 | 发    |                               |      |

## 單元主題

### 神像（第1-3集）
志約賢敍舊，玲回港，送宏神像。工人香姐產生幻覺，送入院治療。萍、莉訪問香姐，賢上節目，以科學角度解釋。莉、賢針鋒相對。賢充和事老，在Gay吧內勸Fan，被萍、莉誤會為好此道者。莉在街上向雄買下一頸鍊，蝶稱鍊上神像與凶案有關。珍在家產生幻覺，竟跳樓喪生。莉訪問志，志突如著魔，心臟病發而逝，莉父堅查得資料，莉覺神像上有詛咒。賢向玲取神像研究，在車上竟遇亡母靈魂。賢汽車失事，幸無大礙。莉考得車牌，買古董車被欺騙，鋒加以指點。玲回LA，將神像送賢。雄往偷神像被捉，與男招認為祭師，要取族中守護神「卡爾」，雄偷走。賢叫好友助分析神像，發現內有許多管道。賢送莉回家，遇球，但見球潦倒不堪，黯然離去。賢向莉吐心事，當年球以靈符替母治病，母不治，故賢極痛恨迷信。男見神像剖面圖，覺是唱片，Fan研究此相，推斷發出音調極。雄、羚爭奪神像，雄將神像交莉。莉生幻覺，迎向貨櫃車，賢飛身撲救，貨櫃車扭轉，羚為撿神像被電死，小孩帶神像離開，放回古墓。賢懷疑神像引起潛意識的恐懼。浩醉酒，莉誤會賢有不軌企圖，眾尷尬萬分。
| 演員   | 角色     | 關係                                                         | 暱稱 |
| 王 偉  | 羅宏志   | 高永賢恩師 羅佩玲之父 于第1集因受神像影响，心脏病发身亡      |      |
| 蘇恩磁 | 羅李慧珍 | 羅宏志之妻 羅佩玲之母 于第1集因受神像影响，堕楼身亡          |      |
| 楊婉儀 | 羅珮玲   | 羅宏志、李慧珍之女                                           | 佩玲 |
| 郑家生 | 王大勇   | 1976年盗墓者命案元凶 因受神像影响，互相厮杀 后患上老年痴呆症 |      |
| 廖丽丽 | 香 姐    | 罗家佣人 于第1集因受神像影响，见日军厮杀，受惊过度           |      |
| 邱万城 | 聂 雄    | 王大勇后代 于第2集被拘捕，后逃狱                             |      |
| 李桂英 | 聂 羚    | 王大勇后代 于第2集触电身亡                                   |      |

### 守護天使（第3-4集）
新同事欣上班，莉多加照顧。欣買宵夜，遇兩飛仔，傑相救，反被打傷，昏迷癱瘓。鋒醉酒，莉送鋒回家，遺失古董鐘，鋒求賢相讓珍藏，鋒對莉展開追求。賢、莉、鋒探望傑，賢送莉回家，亮生妒意，丟下欣離去，榮、成尋仇，將欣強姦。欣身心受創，莉勸欣報警。莉接欣回家暫住，發現欣有夢遊的習慣。榮、成遇襲身亡，亮被懷疑，亮供稱當時與女友在一起，亮向欣取回頸煉，提出分手，欣難過。傑出現亮家，將亮扼斃，Winnie嚇至神智失常。賢發現傑沾有粉末，查得是火百合花粉，與亮家相同。Victor肯定傑無法起床，賢不得其解。男查欣家，欣赫見頸煉仍在，感奇怪。晶送賢墨水筆，賢轉送欣，欣見筆上字句，誤會賢有意。莉見欣心神恍惚，找賢，賢方知擺下烏龍，急向欣解釋，欣大受刺激。欣在傑房內睡，醒來不見傑，在停車場見傑扼賢頸，欣大喊，昏倒，醒來在傑病房，傑返魂乏術。莉趕至替賢急救。賢堅持遇刺，不信是傑所為。
| 演員   | 角色   | 關係                                                                             | 暱稱 |
| 鄺文珣 | 方紫欣 | 文嘉莉同事 賴家亮之女友，後分手 曾一度喜欢高永賢 患有夢遊症 被王德成、陳世榮強姦 | 阿欣 |
| 張英才 | 方貴傑 | 方紫欣爺爺 于第3集被王德成、陳世榮袭击昏迷 其靈魂是真兇                          |      |
| 朱樂輝 | 王德成 | 曾經意圖強姦方紫欣，後不成功，最後成功强奸方紫欣 于第3集被方贵杰杀害             |      |
| 羅祖何 | 陳世榮 | 强奸方紫欣 于第3集被方贵杰杀害                                                   |      |
| 陳展鵬 | 賴家亮 | 方紫欣男友，后分手 于第3集被方贵杰杀害                                           |      |
| 黃凱詩 | Winnie | 賴家亮新欢，目擊其被殺害導致精神失常                                             |      |

### 天才白痴（第4-6集）
Helen失戀，與鋒重拾舊歡，莉被蒙在鼓裏。子建撞車，賢接子建出院。子建腦海閃出片段，見一金鋪職員被殺，又見開槍射向男。男無恙，波、鳳逃脫。波將內應星殺掉。子建與賢打網球，竟見到星被埋葬，子建叫賢、莉相陪，結果找到星屍體。鋒與Helen赴長洲遊玩，謊稱與賢往深圳打GOLF。豈料被莉遇見，莉決與鋒分手。子建性情大變，母向賢求助，懷疑子建孖生大哥上身。賢懷疑子建大哥未死，莉致電東莞求證，果證實此事。子建感應到陳波的位置，往相認。子建與波話舊，波到公園看芳，百般滋味。波作案，手臂受傷，子建見波被殺。莉遺下古董表，男追上送回。莉方知當日是賢割愛。賢送莉回家，堅誤會二人拍拖。芳與子建拜祭波，子建似被上身。子建到夜總會去殺桂。又到別墅向鳳尋仇，鳳趁機逃走，鳳被送走留病房，莉估計子建會到醫院殺人，莉、賢趕至，鳳已命喪，Victor脅持莉，賢大驚。賢試圖說服波，子建狂性大發，莉趁機反抗，想聯手行動，子建被捉，醫生認為子建患上精神分裂。
| 演員   | 角色   | 關係                                                       | 暱稱   |
| 蔣志光 | 李子建 | 医生 李子超孖生弟弟 杀害鳳、桂之凶手 患有精神分裂          | Victor |
| 李麗麗 | 芳     | 李子超、李子建之母                                         |        |
| 李煌生 | 王SIR  | 星之上司                                                   |        |
| 單立文 | 陳波   | 原名李子超 李子建孖生大哥 杀害星之凶手 于第5集被鳳、桂杀害 |        |
| 馬蹄露 | 鳳     | 陳波女友，後來背叛他 杀害陈波之凶手 于第6集被李子建杀害    |        |
| 林劍峰 | 星     | 卧底 于第4集被陳波杀害                                     |        |
| 李家強 | 桂     | 陈波手下 杀害陈波之凶手 于第6集被李子建杀害                |        |

### 輪迴（第7-9集）
堅生日，蝶出現，與娟互相討好，堅氣極與賢離開，大吐苦水。賢見一廣告，恩尋偉二人早死在二十年前一交通意外。賢登廣告約恩見面，兒去香港公園，賢、莉則在皇后餐廳。賢、莉駕車離開，兒突閃出馬路，昏倒街頭。男追求雯，晶講男壞話，雯不敢領教，男恨晶入骨。兒向賢稱是恩轉世，賢覺無稽。昌到皇后餐廳，認兒作恩，邀兒回家暫住。Joe來港欲帶兒回去，兒不肯，莉帶兒回家，兒覺得浩就是偉，浩莫名其妙，兒傷心難過，浩不忍，對兒好言相向，昌見二人親暱，心感不是滋味。鋒又失戀，莉同情關心，鋒送花予莉，莉以為是賢所送，感失望。浩、兒四出遊玩，遇飛，與Joe發生爭執，浩駕車與兒離去，汽車失靈，二人撞車昏倒。浩清醒後當自己是偉，與兒恍如隔世。浩將藥留在昌家，莉往取，覺昌對兒十分曖昧，浩突暈倒，莉懷疑昌落手腳。男捉到Joe，查探得昌是兇手，欲嫁禍Joe。男搜昌家及車行，發現昌藏有當年恩、偉失事汽車及賢車研究圖，知昌欲對浩、兒不利。豈料莉駕了賢車，莉見車上有自己需要的東西，覺賢細心，心感溫暖。莉撞車，賢拼命相救，二人無恙。昌帶兒走，二人撞車，昌死，兒恢復清醒，已回復正常，與Joe一起回家。
| 演員   | 角色     | 關係                                                                                          | 暱稱       |
| 何超儀 | 鄭雅兒   | 馮淑恩之妹 以為自己是馮淑恩 患有精神分裂 文嘉浩之女友，後因康復失去記憶而與其分手 于第9集痊愈 | 阿兒       |
| 劉永健 | JOE      | 鄭雅兒男友                                                                                    |            |
| 李國麟 | 楊繼昌   | 馮淑恩前男友 杀害張偉、馮淑恩，企图杀害鄭雅兒、文嘉浩之凶手 于第9集撞车身亡                   | 阿昌、昌叔 |
| 伍慧珊 | 馮淑恩   | 張偉女友 撞车后堕崖身亡                                                                       | 阿恩       |
| 簡佩筠 | 馮淑恩   | 張偉女友 撞车后堕崖身亡                                                                       |            |
| 黃小龍 | 張 偉    | 馮淑恩男友 撞车后堕崖身亡                                                                     | 阿偉       |
| 劉愷威 | 張 偉    | 馮淑恩男友 撞车后堕崖身亡                                                                     |            |
| 郭德信 | 心理醫生 | 诊断鄭雅兒                                                                                    |            |

### 降頭（第10-12集）
男師兄Dennis結婚，男當伴郎，男在婚紗店遇晶，加以奚落。結婚當日，Dennis收一神秘木盒，後來突七孔流血而死，腦組織被侵蝕，玲傷心不已。玲表叔明懷疑玲亦中降頭，明亦突然暴斃，屍體腐爛，男查案，見玲失蹤，房內有零碎幹花，Frankie查得是作落降頭之用。雯失戀，男加以安慰。峰邀莉跳槽，莉拒絕。男到同性戀吧查案，因一女子被人抽幹血而死。男見玲與一女子離開，在後巷吸血，男拉玲，玲自稱吸血以減輕痛楚，男收恐嚇信要釋放玲。雯約男，更煮粥男吃，男吐出蟲繭，莉帶男見蝶，知男中降頭，賢不肯相信，見廚房地上有菇，經過實驗，證實雯有古怪。傳真迫男放人，男內心掙扎，等神秘人出現，來者是雯，原來雯、玲乃戀人。雯殺人落降頭搶回玲，十二時剛至，玲慘叫聲中死去，雯逃走。Ray替男檢查，發現男體內之勾蟲，暫時無法可治，贤突收細菌教授Jack之Fax，有一種葉能消滅此勾蟲，贤大喜、加以研究，Frankie告知贤Jack已于兩周前去世，贤找雯，見雯爛肉，指雯用細菌殺人，並非降頭，雯發狂放火。雯被燒死、賢及時逃出生天，Frankie查得雯乃Jack學生，曾神經失常。賢見兩種勾蟲對打，想出救男方法。男失蹤，晶找到男，拼命迫男回去。男獲救，對晶竟產生愛意，賢加以鼓勵。
| 演員   | 角色   | 關係 | 暱稱 |
| 黃𨥈瑩 | 雯 雯  | 原名程小紅 邵卓男追求對象，利用並毒害其 曾和阿玲是女同性恋关系，因其移情別戀而向其報仇 利用化學品來做假降頭 殺害Dennis、玲、明叔 於第12集受到感染，後與高永賢爭執期間被火燒死 |      |
| 王偉樑 | Dennis | 男之師兄 玲之夫 于第10集婚宴當晚被雯雯杀害七孔流血致死，腦組織被嚴重侵蝕，只剩下三分之一                                                                                      |      |
| 鐘潔怡 | 玲     | Dennis之妻子 自以為被下降頭而吸血殺人 曾和雯雯是女同性恋关系，後分手，令其以假降頭報仇 于11集被雯雯下毒，毒發身亡                                                             |      |
| 古明華 | 明 叔  | 阿玲之叔叔，曾向其表示 于第10集被雯雯杀害，屍體急速腐化 |      |

### 邪教（第12-14集）
男舊女友Rosa與一女童被前胸取心而死，而Rosa之男友及女童之母親恰巧地同屬一「使徒神教」教會，男到教會查探，見教眾態度瘋狂。堅好友標兒子智入會後不肯回家，賢與莉帶攝影隊與教主干涉，教主叫智回家，智半夜行刑而死，心被取去。男搜教會，見一堆心臟，豈料只是豬心。峰被炒，Helen又要離開，峰飽受打擊。Karen在DISCO挑逗峰，帶峰回教會，峰答應奉獻靈魂，以換取願望成真。峰果然獲複職加薪，HELEN則撞車重傷昏迷，峰驚詫。峰到酒吧與芳發生一夜情，翌日發現芳暴斃，被割去心臟。賢見峰與Karen來往，擔心不安，帶峰見董牧師，峰見董即渾身不自在，憤而離去。男查案，從酒保得知峰當日與芳一起離去，峰不肯承認。峰與Jayce到時鐘酒店尋歡，自醒來見Jayce被割胸取心。峰大驚，男查案，發現峰之銀包。峰不敢回家，在酒吧見Karen在一男子杯內下藥，暗中跟蹤，目睹教主與Karen將與男子在車內胡混之女郎心臟取出，峰即通知賢到教會。賢、莉趕到教會，時正舉行末日祭典，眾魚貫落去密室，神色迷糊，幸賢助止峰、莉喝下聖水，眾中毒反應，男帶隊掩至，將各人救出。
| 演員   | 角色   | 關係                                         | 暱稱  |
| 魏駿傑 | 魏國鋒 |                                              | Benny |
| 鄭柏麟 | 陳立文 | 邪教教主 取心杀人魔，于第14集被捕            |       |
| 姚瑩瑩 | Karen  | 邪教助理 帮凶，于第14集被捕                  |       |
| 陈向莹 | ROSA   | 男前女友 于第12集被教主取心杀害              |       |
| 魏惠文 | 马SIR  | 验尸官                                       |       |
| 陈中坚 | 标叔   | 文家旧街坊                                   |       |
| 曾健明 | 陈先生 | 被害女童父亲                                 |       |
| 罗立勤 | 智仔   | 标叔儿子 使徒神教教徒 于第13集被教主取心杀害 |       |
| 谈泉庆 | 董牧师 | 文柏坚好朋友                                 |       |
| 王启德 | 男子   | 使徒神教教徒                                 |       |

### 異變（第15-17集）
賢舊女友慧回港，知賢已有新歡，心感落莫，雖對賢餘情未了，仍裝作大方。慧母親死後，多年筆友Uncle CHAN介紹慧回港入朱氏工作。老闆成出現，對慧似有待別感情。一日，海叫慧到醫院見成。稱成乃親生父親，成求慧原諒，原來成一直以Uncle CHAN身份與慧聯絡，成三子女與母蓉至，對慧敵視。成死，將朱氏大部份股給慧，海助慧打理雜務，三人買它殺慧，慧身中多槍跌下叢林。幾日後，慧若無其事回朱氏上班，三人愕然，殺手見慧，嚇至被車撞死。慧將婷及祖殺死。晶有孕，男欲與晶結婚，晶心大心細。慧面色日漸蒼白，身受重傷，他毫無痛楚感覺，感十分可怕。男對宗貼身保護。慧趁宗與Lily鬼混，欲殺宗，宗大駭，逃至天臺，男追至，被神秘人打暈，宗被慧推下樓慘死。男腦積血，昏迷不醒。莉擔心慧，慧乘機向賢示愛。賢拒絕，慧起歪念，欲將賢帶走。慧深宵工作，蓉出現欲殺慧，海拼死相護，慧逃走，蓉更道出乃殺成之兇手。警員找得腐屍。身上有賢照片。男醒轉，指出慧殺死婷、祖及宗。殺手追殺賢、慧，慧身中多刀，仍若無其事，替賢報警，莉得知慧遇的怪事，十分同情。成全慧心願，慧與賢的婚照拍出，慧不見蹤影。
| 演員   | 角色     | 關係 | 暱稱       |
| 劉倩怡 | 张明慧   | 高永賢前女友 朱澤成之女 杀害朱耀宗、朱耀祖、朱綺婷之凶手 于第16集被朱家买凶杀害,后化做鬼魂杀害朱耀宗，朱绮婷，朱耀祖，后消失 | Vicky      |
| 譚一清 | 梁健海   | 职员 袭击邵卓男 | 海叔       |
| 黃 新  | 朱澤成   | 富商 朱耀宗、朱耀祖、朱綺婷、张明慧之父 于第15集被陈丽蓉杀害                                                                 | Uncle Chan |
| 陳燕航 | 朱氏同事 | |            |
| 梁照豪 | 朱氏同事 | |            |
| 陳曼娜 | 陈丽蓉   | 朱耀宗、朱耀祖、朱綺婷之母 引张明慧杀害朱耀宗、朱耀祖、朱綺婷，杀害朱澤成之凶手                                              |            |
| 麥嘉倫 | 朱耀宗   | 于第16集被张明慧杀害 |            |
| 區紹偉 | 朱耀祖   | 于第16集被张明慧杀害 |            |
| 林佩君 | 朱綺婷   | 于第16集被张明慧杀害 |            |
| 何璧堅 | 曾律師   | |            |
| 邵卓堯 | 殺 手    | |            |
| 黃建峯 | 導 演    | |            |

### 人間蒸發（第18-20集）
晶答應男婚事，賢仍無表示，莉無奈。莉考慮與萍到新加坡工作，賢終向莉求婚，莉大喜，蝶替二人擇日，算出賢將有一大劫。榮沉船遇意外，轉眼到港，被車撞倒，眾看見榮樣子年輕，感難以置信。賢到舊居遇榮，對榮始終未肯接受。莉無意得知榮仿有預知能力。貴神經有問題，常在電視臺門外等莉。貴知賢、莉即將結婚，心懷妒意。時空人出現，要帶榮離去，榮預見賢被刺、賢不信。榮趕往酒店，貴正要下手之際，榮制止，被貴刺中，榮受傷入院，賢內疚，終重認榮作親父。榮身體急速老化，終隨時空人離去。賢、莉到醫院探榮，榮已不知所蹤，又留下一信解釋走錯時空，賢惟有相信有此解釋。賢、莉結婚前夕，莉與朋友到卡拉OK，莉見貴出現，大驚。莉被貴綁架，男搜索莉行蹤，走錯岔路，賢憑戒指到莉，貴出刀刺賢，被莉所擋，莉受傷，貴自殺。賢抱莉下山，途中不治。賢難過不已，情人節在海邊發呆，時空人出現，賢求情，欲改寫歷史。時空倒流，時間回到莉被綁的一晚，賢趕住救莉，被車撞倒，翌日才醒來。賢趕赴制止，將貴刀取去，豈料貴另有一刀。莉依然受傷，賢難過，幸男派一直昇機至，莉獲救進院，二人終可順利成親。
| 演員   | 角色   | 關係                                                                         | 暱稱       |
| 陳狄克 | 小 丑  |                                                                              |            |
| 韋家雄 | 貴     | 暗恋文嘉利 错手杀害文嘉利，后因时空道转而变为错手伤害文嘉利 于第20集自杀身亡 | 電視台王子 |
| 夏韶聲 | 時空人 |                                                                              |            |
| 凌 漢  | 祥 伯  |                                                                              |            |

## 外部連結
- 無綫電視官方網頁 - 迷離檔案

## 電視節目的變遷
| 英屬香港 無綫電視翡翠台黃金時段 第二線劇集 星期一至五 21:15-22:15 | 英屬香港 無綫電視翡翠台黃金時段 第二線劇集 星期一至五 21:15-22:15 | 英屬香港 無綫電視翡翠台黃金時段 第二線劇集 星期一至五 21:15-22:15 |
| ----------------------------------------------------------------- | ----------------------------------------------------------------- | ----------------------------------------------------------------- |
|                                                                   | 迷離檔案 （1997.5.12 - 1997.6.6）                                 |                                                                   |
| 壹號皇庭V （1997.3.10 - 1997.5.9）                                | 保護證人組 （1997.6.9 - 1997.7.5）                                |                                                                   |